# Kabinett Cajander III
Das Kabinett Cajander III war das 22. Kabinett in der Geschichte Finnlands. Es amtierte vom 12. März 1937 bis zum 1. Dezember 1939. Das Kabinett bestand aus den Parteien Landbund (ML), Nationale Fortschrittspartei (ED) und Sozialdemokratische Partei Finnlands (SDP). Im Oktober 1939 trat die Schwedische Volkspartei (RKP) der Koalition bei.

## Minister
| Ressort                                                         | Name                      | Partei     | Amtszeitbeginn     | Amtszeitende      |
| --------------------------------------------------------------- | ------------------------- | ---------- | ------------------ | ----------------- |
| Ministerpräsident                                               | Aimo Kaarlo Cajander      | ED         | 12. März 1937      | 1. Dezember 1939  |
| Äußeres                                                         | Rudolf Holsti             | ED         | 12. März 1937      | 16. November 1938 |
| Äußeres                                                         | Väinö Voionmaa            | SDP        | 16. November 1938  | 1. Dezember 1938  |
| Äußeres                                                         | Eljas Erkko               | ED         | 12. Dezember 1938  | 1. Dezember 1939  |
| Justiz                                                          | Arvi Ahmavaara            | unabhängig | 12. März 1937      | 11. Januar 1938   |
| Justiz                                                          | Albin Ewald Rautavaara    | unabhängig | 11. Januar 1938    | 13. Oktober 1939  |
| Justiz                                                          | Johan Otto Söderhjelm     | RKP        | 13. Oktober 1939   | 1. Dezember 1939  |
| Inneres                                                         | Urho Kekkonen             | ML         | 12. März 1937      | 1. Dezember 1939  |
| Verteidigung                                                    | Juho Niukkanen            | ML         | 12. März 1937      | 1. Dezember 1939  |
| Finanzen                                                        | Väinö Tanner              | SDP        | 12. März 1937      | 1. Dezember 1939  |
| Bildung                                                         | Uuno Hannula              | ML         | 12. März 1937      | 1. Dezember 1939  |
| Landwirtschaft                                                  | Pekka Heikkinen           | ML         | 12. März 1937      | 1. Dezember 1939  |
| stellvertretender Landwirtschaftsminister                       | Juho Koivisto             | ML         | 12. März 1937      | 1. Dezember 1939  |
| Verkehr und öffentliche Arbeiten                                | Hannes Ryömä              | SDP        | 12. März 1937      | 2. September 1938 |
| Verkehr und öffentliche Arbeiten                                | Väinö Salovaara           | SDP        | 2. September 1938  | 1. Dezember 1939  |
| stellvertretender Minister für Verkehr und öffentliche Arbeiten | Väinö Salovaara           | SDP        | 12. März 1937      | 2. September 1938 |
| stellvertretender Minister für Verkehr und öffentliche Arbeiten | Pietari Salmenoja         | SDP        | 20. September 1938 | 1. Dezember 1939  |
| Handel und Industrie                                            | Väinö Voionmaa            | SDP        | 12. März 1937      | 1. Dezember 1939  |
| Soziales                                                        | Jaakko William Keto       | SDP        | 12. März 1937      | 9. November 1937  |
| Soziales                                                        | Karl-August Fagerholm     | SDP        | 9. November 1937   | 1. Dezember 1939  |
| stellvertretender Sozialminister                                | Oskari Reinikainen        | SDP        | 2. September 1938  | 1. Juli 1939      |
| Versorgung                                                      | Berndt Rainer von Fieandt | unabhängig | 20. September 1939 | 1. Dezember 1939  |
| ohne Portfolio                                                  | Ernst von Born            | RKP        | 13. Oktober 1939   | 1. Dezember 1939  |